# 나치당 지도자관방
국민사회주의독일노동자당 지도자관방(독일어: Kanzlei des Führers der NSDAP; KdF)은 나치당 당조직 중 하나였다. 지도자 개인관방(독일어: Privatkanzlei des Führers)이라고도 했다.  히틀러의 개인적 비서기관으로서 당료들에 대한 불만사항, 사면을 비롯한 각종 탄원, 히틀러의 개인사적 업무 등을 처리했다.
지도자관방은 1934년 11월 설치되었다. 한스 하인리히 라머스의 전국수상관방(Reichskanzlei), 마르틴 보어만의 당관방(Parteikanzlei, 1934년 당시에는 ‘지도자대리 전속참모진’ 명칭)이 이미 있었기 때문에, 3중 중복 관료제였다. 이 세 기관은 비슷한 업무를 하는 비서기관들로서 서로 경쟁, 할거했다. 지도자관방의 수장은 친위대상급집단지도자이자 나치당전국지휘자인 필리프 보울러였고, 보울러의 직함은 직함은 국민사회주의독일노동자당 지도자관방총장(독일어: Chef der Kanzlei des Führers der NSDAP)이었다.:155, 157 보울러의 전속부관은 친위대돌격대지도자 카를 미헬 폰 튀슬링 남작이었다.:310 보울러는 1945년 4월 23일 나치 패망 때까지 직을 유지했다.:157
지도자관방 청사는 처음 만들어질 당시 베를린 뤼초부퍼에 있었다가:40 1939년 보스슈트라세 8번지의 당관방 옆자리로 이전했다. 이전 당시 지도자관방에는 26명의 직원이 있었으며, 1942년까지 다섯 배로 늘었다.:258 히틀러 평전 저자 이언 커쇼의 표현에 따르면, 지도자관방은 “나치당 당수로서 히틀러의 비서실”이었다. 지도자관방은 원래 지도자 히틀러와 다른 당원들 간의 의사소통을 매개하기 위해 만들어졌다. 그런데 지도자관방으로 접수되는 당원들의 민원은 대개 “사소한 불만, 시시한 불평, 당원들 간의 사소한 개인적인 다툼의 중재” 따위였다.:257
지도자관장은 산하 5개 본청(Hauptämter)이 있었다.:41
- 제1본청: 사생활관방(Privatkanzlei); 지도자 히틀러의 개인사 보필 담당. 청장 알베르트 보어만
- 제2본청: 국무 및 당무(Angelegenheiten betr. Staat und Partei); 청장 빅토르 브라크트
  - 제2본청 지휘자 대리: 베르너 블랑켄부르크
- 제3본청: 당무징계사면청(Gnadenamt für Parteiangelegenheiten); 청장 후베르트 베르켄캄프; 1941년 이후 쿠르트 기제
- 제4본청: 사회경제업무(Sozial- und Wirtschaftsangelegenheiten); 청장 하인리히 크니림
- 제5본청: 내무 및 인사(Internes und Personal); 청장 헤르베르트 야엔슈

이 가운데 제2본청은 정신장애인과 신체장애인을 “안락사”시키는 T4 작전의 실무기관이었다.:159–163 1939년 9월 1일, 히틀러는 신체 및 정신 장애인의 살해를 감독할 책임자로 지도자관방총장 보울러와 함께 자신의 주치의 카를 브란트를 임명했다.:225–226 살해의 직접적 실행은 제2본청 청장 브라크와 청장대리 브랑켄부르크 및 그들이 산하에 거느린 돌격대 대원들이 수행했다.:206–208:158 히틀러가 이 일을 자신의 개인 수발업무 기관인 지도자관방에 맡긴 것은 그만큼 일을 비밀리에 조용하게 진행하기 위함이었다.:40
1941년 무렵이 되면 지도자관방은 보어만의 당관방과의 경쟁에서 밀려나서 실권을 거의 잃어버렸다.:251:104 보울러는 지도자관방총장 직함을 유지했으나 지도자관방의 직제와 업무는 라머스의 수상관방으로 통폐합되었다.:186 이에 따라 T4 작전도 중지되었으나 장애인 안락사 자체는 계속 수행되었다.